# Tech Kids Grand Prix
『Tech Kids Grand Prix』（テックキッズグランプリ）は株式会社CA Tech Kidsと株式会社テレビ朝日が主催する、小学生を対象にしたプログラミングコンテストである。通称「TKGP」。
2018年に第1回大会が開催され、決勝の様子はYouTubeで生配信される。
主に国内外のIT企業が協賛している。
2023年度大会の応募数は7,000件を超え、日本国内では最大の小学生向けプログラミングコンテストである。
2023年度大会までは、CA Tech Kids単独主催だったが、2024年度はテレビ朝日との共同開催を決定している。

## 概要

### 大会の概要
日本の小学校でのプログラミング教育が、2020年から必修化されることが決定し、2016年頃よりプログラミング教育事業者が増加した。「皆が目指したくなるようなコンテストを開催しよう、それをIT業界全体で盛り上げていこう」という目的で、2013年からプログラミング教育を進めてきたサイバーエージェントグループの株式会社CA Tech Kidsが創設した。応募資格は「小学生であること」の一点のみで、プログラミングを用いて開発され、PCやスマートフォンで再現が可能な作品であれば、言語やプラットフォームを問わずに応募することができる。ただし、作品の再現にロボットや特殊なハードウェアが必要になる作品は提出することができない。
審査基準は、
- VISION（ビジョン）掲げる夢や実現したい世界観
- PRODUCT（プロダクト）夢を実現するクリエイティブなアイデアとそれを体現した作品
- PRESENTATION（プレゼンテーション）自身のビジョンやプロダクトを社会に発信していく姿勢

の三点で、作品のみの評価を行うものではない。
小学生向けコンテストとしては異例の、賞金総額100万円が受賞者に贈られる。
また、主に自治体が主催する、地域の小学生を対象にしたプログラミングコンテストが、本大会の「地域連携コンテスト」として開催され、2023年度には28の大会が連携している。

### 大会の変遷
第1回大会（2018年度）には、1,019件の応募があり、ゲーム部門6名と自由制作部門6名の計12名がファイナリストとして、渋谷ヒカリエでプレゼンを行った。それぞれの部門第1位から、決選投票で初代優勝者が決められた。
第2回大会（2019年度）には、部門が撤廃され、すべての作品が同じ基準で審査された。前年比1.4倍の1,422件の応募があり、3次審査を突破した10名がファイナリストとして渋谷ヒカリエでプレゼンテーションを行った。
第3回大会（2020年度）には、前述の「地域連携コンテスト」の開催が始まり、全国から2,189件の応募があった。第2回大会までは11月に渋谷ヒカリエで決勝が行われていたが、初めて12月に渋谷ストリームにて開催された。
第4回大会（2021年度）には、3,122件の応募があり、12月5日（日）に渋谷ヒカリエにて決勝大会が開催された。
第5回大会（2022年度）の開催が6月13日（月）に発表された。47都道府県を6つに区分した「エリア予選」が初めて実施され、決勝大会は2023年2月26日（日）に渋谷ヒカリエで開催された。
第6回大会（2023年度）の開催が7月3日（月）に発表された。前回同様にエリア予選が実施され、決勝大会は2024年2月25日（日）に渋谷ヒカリエで開催された。
第7回大会（2024年度）の開催が5月30日（木）に発表され、エリア予選が実施されること、本選決勝は2025年3月2日（日）に渋谷ヒカリエで開催されることが決定した。

## 歴代優勝者
| 年度 | エントリー期間            | 決勝プレゼンテーション | 会場                 | エントリー数 | 優勝者      | 作品名                                 | 学年（当時） |
| ---- | ------------------------- | ---------------------- | -------------------- | ------------ | ----------- | -------------------------------------- | ------------ |
| 2018 | 4月5日(木) - 7月23日(月)  | 9月24日（月・祝）      | 渋谷ヒカリエ ホールA | 1,019        | 宮城 采生   | オシマル                               | 小5          |
| 2019 | 1月24日(木) - 7月14日(日) | 9月23日（月・祝）      | 渋谷ヒカリエ ホールA | 1,422        | 澁谷 知希   | Famik                                  | 小6          |
| 2020 | 7月1日(水) - 9月30日(水)  | 12月6日（日）          | 渋谷ストリームホール | 2,189        | 川口 明莉   | マークみっけ！ for SDGs                | 小4          |
| 2021 | 7月1日(木) - 9月24日(金)  | 12月5日（日）          | 渋谷ヒカリエ ホールB | 3,122        | 後藤 優奈   | 楽しく学ぼう!!コミュニケーションアプリ | 小4          |
| 2022 | 7月1日(金) - 9月30日(金)  | 2023年2月26日（日）    | 渋谷ヒカリエ ホールB | 5,210        | 山本 匡一郎 | ほしをめぐるぼうけん                   | 小6          |
| 2023 | 7月1日(金) - 9月30日(土)  | 2023年2月25日（日）    | 渋谷ヒカリエ ホールB | 7,391        | 小川 智也   | いえPay                                | 小6          |
| 2024 | 7月1日(月) - 9月30日(月)  | 2025年3月2日（日）     | 渋谷ヒカリエ ホールB | 10,034       | 三浦 知     | 『お結び』～食品ロスと貧困を結ぶ～     | 小6          |